# Fredlanea velutina
Fredlanea velutina là một loài bọ cánh cứng trong họ Cerambycidae.